# Zakelijke dienstverlening

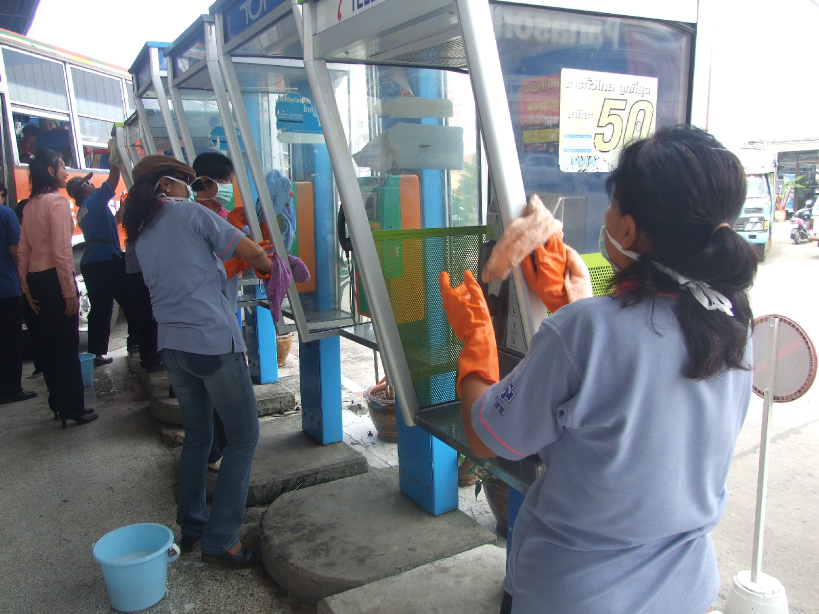
Schoonmakers in Mexico reinigen telefooncellen

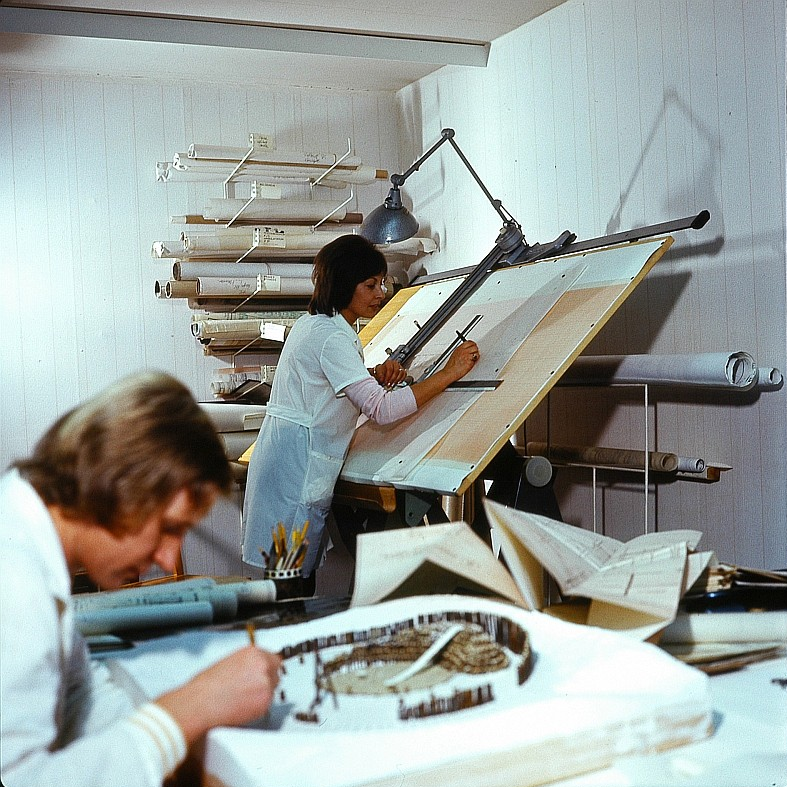
Een DDR architectenbureau in 1973

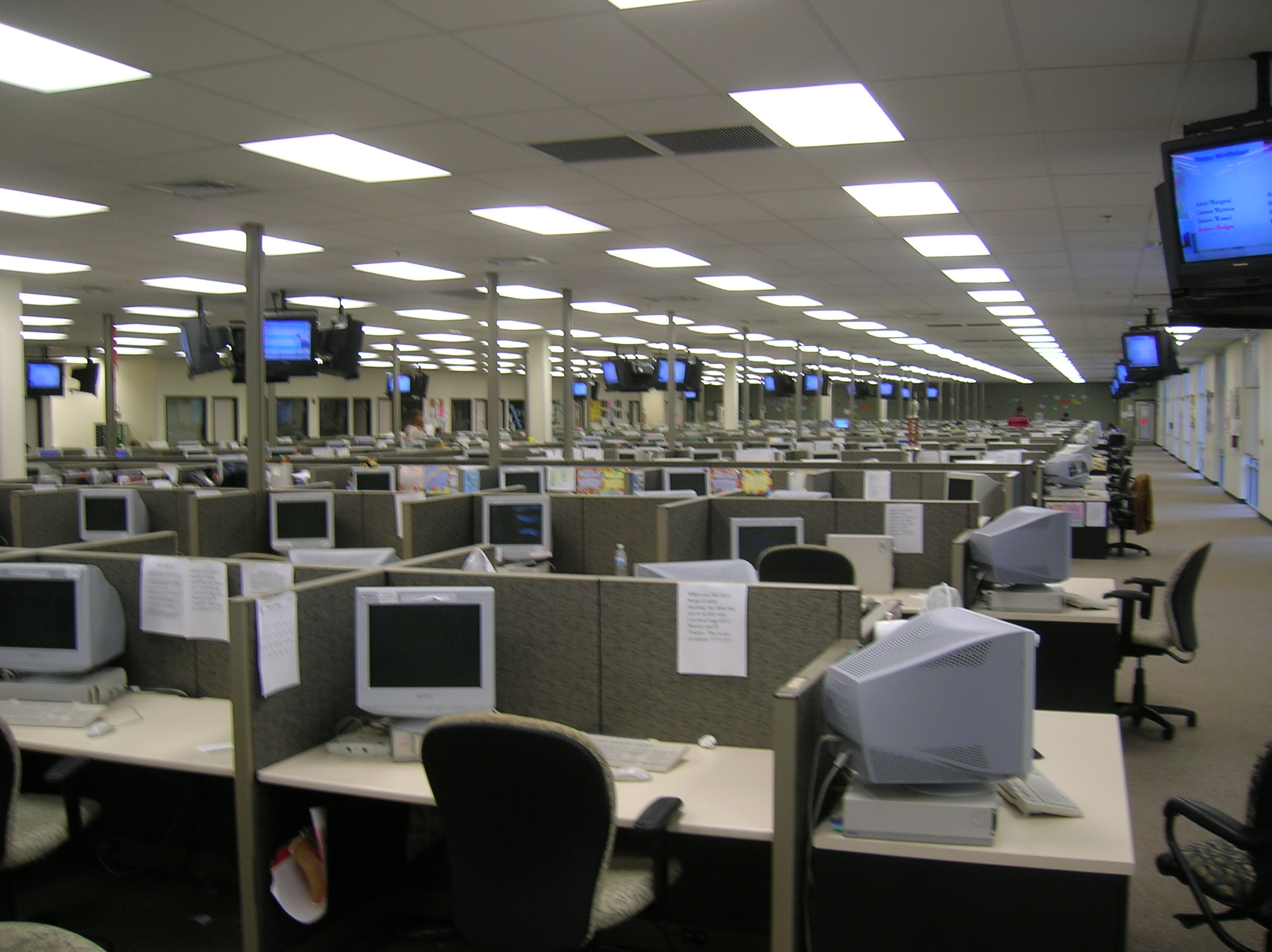
Callcenter in Florida, VS

Zakelijke dienstverlening is een term waarmee een deel van de tertiaire sector wordt aangeduid. Zakelijke dienstverlening is een term uit de meso-economie.

## Omschrijving
Het begrip "zakelijke dienstverlening" is een aanduiding voor een bepaalde groep dienstverlenende bedrijven. In de theorie en praktijk wordt dit begrip op twee verschillende manieren ingevuld:
1. Alle commerciële dienstverleners, die hoofdzakelijk hun diensten verlenen aan bedrijven. Deze dienstverleners leveren dus niet of slechts heel beperkt aan de consument. De aldus gedefinieerde zakelijke dienstverleners komen voor in alle branches en bedrijfstakken. Deze invulling van het begrip zakelijke dienstverlening is gebaseerd op een indeling naar soort afnemer.
2. Alle commerciële dienstverleners, die een specifiek soort zogenoemde overige zakelijke diensten leveren. Bij de indeling van dienstverlenende bedrijven naar bedrijfstak of branche wordt gekeken naar het soort dienst dat ze leveren. Hierbij worden bijvoorbeeld groothandels ingedeeld bij "Handel", transportbedrijven bij "Vervoer", hotels bij "Horeca" en banken bij "Financiële dienstverlening". Een restgroep van commerciële dienstverleners past niet bij die nader omschreven bedrijfstakken. Deze groep bestaat uit diverse deelgroepen, die te klein zijn voor een eigen bedrijfstak of branche. Zij leveren hun diensten hoofdzakelijk aan bedrijven en worden door het CBS als restgroep gezamenlijk aangeduid met de term "zakelijke dienstverlening". Deze invulling van het begrip zakelijke dienstverlening is gebaseerd op een indeling naar het soort diensten dat wordt verleend.

Dit artikel gaat verder over het onder 2. genoemde gebruik van de term zakelijke dienstverlening.

## Indeling
Het CBS onderscheidt de volgende tien bedrijfstakken:
- Landbouw, bosbouw en visserij
- Delfstoffenwinning
- Industrie
- Energie- en waterleidingbedrijven
- Bouwnijverheid
- Handel, horeca en reparatie
- Vervoer, opslag en communicatie
- Financiële en zakelijke dienstverlening
- Overheid
- Zorg en overige dienstverlening

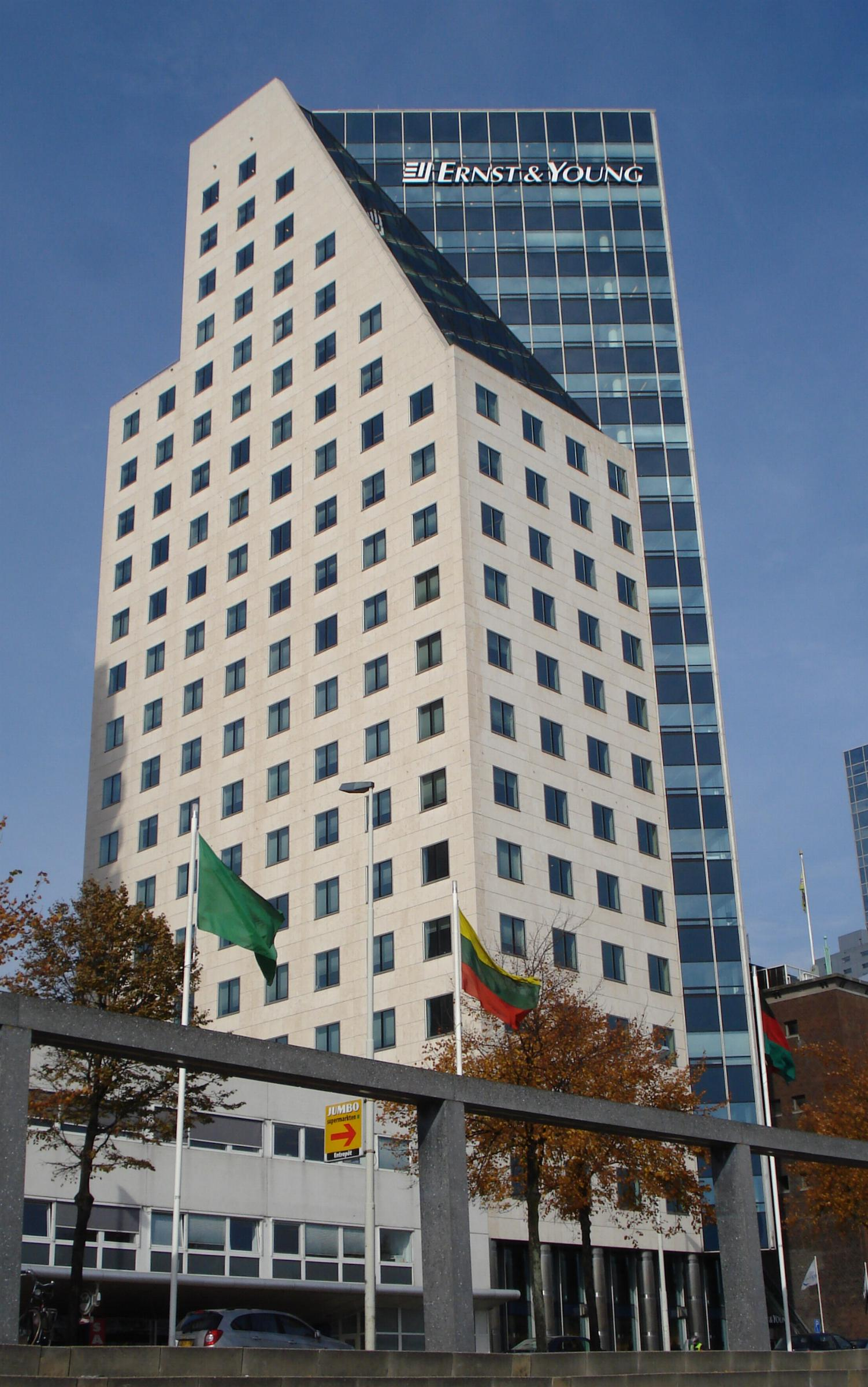
Kantoor van accountantskantoor Ernst & Young in Rotterdam

Dat zakelijke dienstverlening een soort restcategorie is waarbij het om een samenraapsel van heel verschillende soorten dienstverleners gaat, blijkt uit een opsomming van het CBS:
- computerbranche
- speur- en ontwikkelingswerk
- rechtskundige dienstverlening
- architecten- en ingenieursbureaus
- reclamebureaus
- uitzendbranche
- overige zakelijke dienstverlening
  - schoonmaakbranche
  - fotografen
  - keuring- en controlebranche, o.a. Keuringsdienst van Waren
  - beveiliging en opsporing
  - niet elders genoemde zakelijke dienstverlening

Accountancy, organisatieadvies, belastingadvisering, administratie en  hoort ook tot de zakelijke dienstverlening. In SBI 2008 wordt rechtskundige dienstverlening, accountancy, belastingadvisering en administratie namelijk als één branche genoemd en het CBS noemt de "juridische en economische dienstverlening" de branche die de meeste toegevoegde waarde genereert binnen de zakelijke dienstverlening.

## Omvang
Het CBS geeft voor de branche zakelijke dienstverlening de volgende cijfers over 2007:
- 19% van alle bedrijven.
- 56 miljard euro toegevoegde waarde (11% van het bruto binnenlands product).
- 1,6 miljoen banen. Dit hoge aantal banen wordt verklaard door de uitzendbranche waar veel mensen in dienst zijn. Deze mensen werken echter grotendeels in andere branches.

In 2008 werd in de zakelijke dienstverlening 109 miljard euro omgezet.

## Kenmerken
- De meeste zakelijke dienstverleningsbedrijven zijn erg klein. Bedrijven met maximaal tien werknemers vormen in Nederland negentig procent van alle zakelijke dienstverleningsbedrijven.[3]
- Het aandeel startende ondernemingen is hoger bij de zakelijke dienstverlening dan in andere bedrijfstakken. De drempel om te starten is laag doordat het leveren van zakelijke diensten over het algemeen relatief weinig investeringen vergt in gebouwen, machines en voorraden.[4]
- Zakelijke dienstverleners vertellen vaak graag welke gerenommeerde bedrijven ze tot hun klantenkring kunnen rekenen omdat ze sterk afhankelijk zijn van hun reputatie. Het werken aan naamsbekendheid en een kwaliteitsimago is dan ook belangrijk omdat ze een dienst leveren waarbij hun kennis en kunde doorslaggevend is, maar die tegelijk moeilijk meetbaar is.